# Eucosmophora trimetalla
Eucosmophora trimetalla är en fjärilsart som först beskrevs av Edward Meyrick 1915.  Eucosmophora trimetalla ingår i släktet Eucosmophora och familjen styltmalar.
Artens utbredningsområde är Guyana. Inga underarter finns listade i Catalogue of Life.